# 2952 a.C.
Il 2952 a.C. (MMCMLII a.C. in numeri romani) è un anno  del XXX secolo a.C.

## Eventi
- c. 2952 a.C. - Cina: Secondo la tradizione, Fu Hsi diventa augusto della Cina.